# Escuelas del Condado de Pinellas
Las Escuelas del Condado de Pinellas (Pinellas County Schools, PCS) es un distrito escolar del Condado de Pinellas, Florida. Tiene su sede en Largo. El distrito es el empleador más grande del condado. Tiene más de 148.000 estudiantes y más de 13.000 empleados.
En 2007 el consejo escolar na nueva política de asignación de escuela, asigna a sus estudiantes a las escuelas cerca de ellos. Entre 2007 y 2015, el rendimiento de los estudiantes y de comportamiento de los estudiantes de cinco escuelas en el sur de San Petersburgo declinó.

## Escuelas

### Escuelas preparatorias
- Bayside High School
- Boca Ciega High School
- Clearwater High School
- Countryside High School
- Dixie Hollins High School
- Dunedin High School
- East Lake High School
- Gibbs High School
- Lakewood High School
- Largo High School
- Northeast High School
- Osceola Fundamental High School
- Palm Harbor University High School
- Pinellas Park High School
- Pinellas Secondary School
- Seminole High School
- St. Petersburg High School
- Tarpon Springs High School